# Denise Oliver
Denise Oliver (Toronto, 15 agosto 1979) è una doppiatrice canadese.

## Filmografia

### Doppiatrice
- Maurecia in Wayside[1]
- Kitty Ko in I Fantaeroi[1][2]
- Mina Beff in Grojband[3]
- Gwyn in Looped - È sempre lunedì[4]

## Doppiatrici italiane
- Valeria Marconi in Wayside[5]
- Laura Latini in I Fantaeroi (st. 1-2)
- Ilaria Latini in I Fantaeroi (st. 3)
- Giulia Franceschetti in Grojband
- Emanuela Ionica in Looped - È sempre lunedì